# Dimer (benzen)rutheniumdichloridu
Dimer (benzen)rutheniumdichloridu je organokovová sloučenina se vzorcem [(C6H6)RuCl6]2, nacházející využití v organokovové chemii a homogenní katalýze.

## Příprava, struktura a reakce
Dimer (benzen)rutheniumdichloridu se připravuje reakcí cyklohexadienu s hydratovaným chloridem ruthenitým.
Každé Ru centrum je navázané na tři chloridové ligandy a η6-benzen.
Dimer (benzen)rutheniumdichloridu reaguje s Lewisovými zásadami:
[(C6H6)RuCl6]2 + 2 PPh3 → 2 (C6H6)RuCl2(PPh3)

## Podobné sloučeniny
- dimer (cymen)rutheniumdichloridu, lépe rozpustný analog
- dimer (mesitylen)ruthenium dichloridu, další lépe rozpustná sloučenina.[3]